# Chlorakas
Chlorakas (gr. Χλώρακας) – wieś w Republice Cypryjskiej, w dystrykcie Pafos. Miejscowość leży w odległości kilku kilometrów od Zatoki Koralowej. W 2011 roku liczyła 5356 mieszkańców.
W miejscowości swoją siedzibę ma klub piłkarski Akritas Chlorakas.